# 사형대의 엘리베이터
《사형대의 엘리베이터(Ascenseur pour l'échafaud)》는 1958년 개봉한 프랑스의 누아르 영화이다. 루이 말이 감독을 맡았고 잔 모로, 모리스 로네가 주연을 맡았다.

## 줄거리
쥘리앵 타베르니에(모리스 로네)는 시몽 카랄라가 이끄는 군수회사에서 일하는 회사원이다. 시몽의 아내인 플로랑스(잔 모로)와 불륜 관계를 맺고 있었던 그는, 토요일 저녁 플로랑스와 작당하고 사무실에 있던 시몽을 살해한다. 사무실 건물을 나온 쥘리앵은 중요한 범죄 흔적을 남기고 왔음을 인지하고 다시 올라가는데, 그가 엘리베이터를 타고 있는 중에 건물 관리인은 모두가 퇴근하였다고 생각해 전기를 차단한다. 그렇게 쥘리앵은 엘리베이터에 갇히게 된다.
쥘리앵이 엘리베이터에 갇힌 사이 그와 안면이 있던 꽃가게 직원 베로니크(요리 베르탱)는 연인인 루이(조르주 푸줄리)에게 쥘리앵의 차를 보여준다. 루이는 충동적으로 쥘리앵의 차를 훔친 후 베로니크를 태우고 거리를 질주한다. 한편 범죄를 저지른 후 카페에서 쥘리앵을 만나기로 한 플로랑스는 쥘리앵의 차에 베로니크가 탄 것을 보고 살인이 이뤄지지 않았다고 판단한다. 플로랑스는 비 오는 거리를 거닐면서 자신의 처지를 한탄하는 동시에 쥘리앵이 어딨는지를 수소문한다.
한편 고속도로까지 차를 운전하였던 루이와 베로니크는 밤에 모텔에서 독일인 부부를 마주친다. 모텔 방명록에 타베르니에 부부라고 적고 독일인 부부와 밤새 만남을 나눈 루이와 베로니크는 새벽에 몰래 독일인 부부의 차를 훔치려다가 걸리고, 루이는 충동적으로 독일인 부부를 살해한다. 베로니크의 집에 도착한 루이와 베로니크는 수면제를 먹고 자살을 기도한다. 그러나 방명록이나 차와 같은 여러 정황에 의해 독일인 부부의 살해범은 쥘리앵으로 좁혀진다.
아침에 전기가 공급되면서 엘리베이터에서 빠져 나온 쥘리앵은 독일인 부부 살해범으로 경찰에 체포된다. 동시에 시몽 카랄라의 시체가 발견되면서 쥘리앵은 시몽의 살해범이 되거나 독일인 살해범이 돼야 하는 상황에 직면한다. 상황을 파악한 플로랑스는 베로니크의 집에 찾아가 독일인 부부의 살해범이 루이임을 알게 된다. 모텔에 중요한 범죄 흔적을 남기고 왔음을 알아챈 루이, 그리고 그를 뒤쫓는 플로랑스는 모텔에서 사건을 수사하는 셰리에(리노 벤투라)를 마주친다. 셰리에는 사건의 전모를 모두 파악한 후 루이와 플로랑스를 체포한다.

## 캐스팅
- 잔 모로 - 플로랑스 카랄라
- 모리스 로네 - 쥘리앵 타베르니에
- 조르주 푸줄리 - 루이
- 요리 베르탱 - 베로니크
- 장 왈 - 시몽 카랄라
- 엘가 안데르센 - 프리다 벵커
- 실비안 아이센스타인 - 이본
- 미셸린 보나 - 주느비에브
- 지셀라 그랑드프레 - 자클린 모케르
- 자클린 스토 - 아나
- 마르셀 쿠블리에 - 모텔 접대원
- 제라르 다리외 - 모리스
- 샤를 데네르 - 셰리에의 조수
- 위베르 드샹 - 부검사
- 자크 일링 - 자동차 정비사
- 마르셀 주르네 - 이사
- 프랑수아 주 - 경찰서장
- 이반 페트로비치 - 호르스트 벵커
- 펠릭스 마르탱 - 크리스티앙 수베르비
- 리노 벤투라 - 셰리에